# 龍遊駅
龍遊駅（ヨンユえき）は、大韓民国仁川広域市中区雲西洞に位置する仁川空港磁気浮上鉄道の駅。
隣接する位置に、仁川国際空港鉄道の龍遊車両基地駅（臨時駅）がある。

## 駅構造
島式ホーム2面2線を有する地上駅。

## 駅周辺
- 空港鉄道 龍遊車両事業所
- 仁川水協龍遊支店

## 歴史
- 2010年8月 - 着工
- 2012年8月 - 竣工
- 2012年11月 - 当駅までの試運転開始
- 2014年9月 - 駅開業の無期限延期を決定
- 2015年7月 - 6月末までの予定であったモデル事業期間を12月末まで延長する申請案を国土交通部に提出
- 2016年2月3日 - 開業
- 2022年7月14日 - 仁川空港磁気浮上鉄道の営業休止に伴い当駅の営業も休止

## 隣の駅
仁川空港磁気浮上鉄道
●仁川空港磁気浮上鉄道
ウォーターパーク駅 (M05) - 龍遊駅 (M06)